# Kieren Perkins
Kieren John Perkins OAM, nascut el 14 d'agost de 1973, és un nedador australià ja retirat. Dels millors especialistes en les proves de llarga distància, guanyà dos medalles d'or en els Jocs Olímpics de Barcelona 1992 i Jocs Olímpics d'Atenes 1996 en els 1500 m i la plata a Sydney 2000.

## Biografia
Perkins, nascut a Brisbane, Austràlia, s'educà al Col·legi Masculí de Brisbane.
S'inicià en el món de la natació als vuit anys com a mesura de rehabilitació d'una lesió en una de les seves cames. Als 13 anys el seu potencial era ja visible i al costat del seu entrenador personal John Carew aconseguí el seu primer títol nacional l'any 1989 debutant a nivell internacional als Jocs de la Commonwealth de 1990.
Des de 1992 va dominar la prova dels 1500 m estil lliure, aconseguint diversos rècords del món. S'adjudicà l'or a Barcelona 1992 amb un registre de 14 min 43 s. Titular del rècord en els 400 m estil lliure, fou derrotat pel rus Yevgeny Sadovyi, conformant-se amb la plata.
En els Jocs de la Commonwealth de 1994 Perkins rebaixà els rècords mundials dels 400, 800 i 1500 m estil lliure. El rècord dels 800 fou aconseguit mentre participava en la prova dels 1500 m. El rècord dels 400 m estil lliure no fou superat fins al 1999 pel també australià Ian Thorpe, mentre que els dels 800 i 1500 perduraren fins al 2001 sent superats per Thorpe i Grant Hackett respectivament. Les seves prestacions els portaren a ser nomenat com a Nedador de l'Any per la revista Swimming World Magazine.
En els Jocs Olímpics d'Atlanta 1996, Perkins arribà amb marques per sota del seu compatriota Daniel Kowalski. No millorà el resultat a la sèrie de semifinals iniciant la final des del vuitè carril. Malgrat això, Perkins dominà la prova, relegant Kowalski a la segona posició.
Després del seu triomf a Atlanta, alguns comentaristes especialitzats mostraren sorpresa quan Perkins decidí seguir competint sobretot després de l'aparició i consagració de Grant Hackett, un dels millors nedadors australians de llarga distància dels darrers temps. El duel en els 1500 m estil lliure a Sydney 2000 caigué del costat de Hackett, encara que Perkins s'adjudicà la plata baixant dels 15 minuts.
Perkins ha tingut sempre una imatge modèlica de cara al públic, similar a la d'Ian Thorpe. Des de la seva retirada, ha treballat de manera ocasional en alguna sèrie de televisió. Està casat amb Symantha i és pare de tres fills, Harry, Georgia i Charlie.
Durant el Dia d'Honors d'Austràlia de 1992, li fou atorgada la Medalla de l'Orde d'Austràlia. Forma part de la lista de Tresors Vius Australians.

## Controvèrsia
Durant en els Jocs de la Commonwealth disputats a Victoria, Canadà, l'any 1994 Perkins estigué a punt de ser expulsat al disparar amb una pistola d'aire comprimit dins la vila dels atletes. Només la participació d'Arthur Tunstall, el seu entrenador, evità el fet.
Malgrat poder netejar la seva imatge, l'any 2004 Perkins se situà de nou en el centre de la polèmica quan donà suport a Craig Stevens enmig de l'enorme pressió mediàtica que patia a fi que renunciés a la seva plaça en els 400 m estil lliures a favor d'Ian Thorpe, desqualificat en les proves de classificació.